# 定康王
定康王(？—887年)；姓金名晃，是新罗国第五十代君主，景文王之子，憲康王之弟，母文懿王后金氏。在位一年，887年7月5日去世，諡定康，葬於菩提寺東南。他向侍中金俊興托孤，让妹妹金曼继承王位。